# Testet
Testet är en svensk film från 1987 med regi och manus av Ann Zacharias. Filmen var Zacharias debut som regissör och hon spelade även filmens ena huvudroll som Inga.

## Om filmen
Filmen var en lågbugetproduktion och kostnaden låg endast på en tredjedel mot vad en film vid denna tid normalt kostade att göra. De låga kostnaderna förklaras av att filmen spelades in med ett litet filmteam i en lägenhet på Östermalm i Stockholm. Producent var Zacharias och inspelningen ägde rum under augusti och september 1986. Filmen premiärvisades den 28 mars 1987 på biograf Grand i Stockholm. Den är 101 minuter och dialogen är på franska.
Filmen fick ett blandat mottagande bland kritikerna. Dock tilldelades den filmpriserna Opera Prima och Festivalpriset i San Remo för "bästa film" och "bästa manuskript", samt Jantarpriset för "bästa skådespelare".

## Handling
Inga har genomfört ett graviditetstest som hon placerar på frukostbordet i väntan på resultatet. Under tiden konfronterar hon sin franske älskare Richard om ansvaret för deras eventuella barn samt deras fortsatta relation. Inga försöker pressa Richard till ett definitivt svar, men han undviker hennes försök. Konflikter blossar upp och just som resultatet på graviditetstestet ska komma slutar filmen.

## Rollista
- Ann Zacharias – Inga
- Jean-François Garreaud – Richard
- Bo Brundin – mannen på gatan

### Fotnoter
1. 1 2 3 4 5  ”Testet”. Svensk Filmdatabas. http://sfi.se/sv/svensk-filmdatabas/Item/?itemid=16865&type=MOVIE&iv=Basic&ref=/templates/SwedishFilmSearchResult.aspx?id%3d1225%26epslanguage%3dsv%26searchword%3dtestet%26type%3dMovieTitle%26match%3dBegin%26page%3d1%26prom%3dFalse. Läst 20 maj 2013.